# Aldus (carattere)
Aldus è un carattere tipografico (typeface) disegnato nella sua forma tonda e corsiva nel 1953 da Hermann Zapf per la fonderia D. Stempel di Francoforte, della quale è stato art director dal 1947 al 1956.
Prodotto per la Linotype nel 1954, questo carattere venne concepito come font da usarsi per la composizione di libri affiancando il più famoso Palatino originato dalla stessa mano pochi anni prima, nel 1948. Zapf considerava infatti quest'ultimo un carattere più adatto per i titoli, mentre Aldus (giudicato da alcuni meno elegante del Palatino), è più leggero e più adatto a testi in corpo minore.
Il nome del carattere è un omaggio al cinquecentesco compositore veneziano Aldo Manuzio, autore delle stampe che hanno ispirato Herman Zapf nel dare struttura all'Aldus.
I caratteri tipografici di quegli anni presentavano nel loro disegno ancora netti legami con la scrittura a pennino; risultano infatti decisivi, nel caratterizzare questo carattere, i tratti spigolosi che uniscono le curve alle aste, e i tagli delle curve in corrispondenza dell'asse della lettera.